# يان فارغا
يان فارغا هو لاعب كرة قدم سلوفاكي في مركز الهجوم، ولد في 21 يوليو 1990 في ليفيتسا في سلوفاكيا. لعب مع FK Spartak Dubnica nad Váhom ‏.